# دیوانه‌وار دویدن (فیلم ۲۰۱۷)
دیوانه‌وار دویدن (به انگلیسی: Running Wild) فیلمی محصول سال ۲۰۱۷ و به کارگردانی الکس راناریولو است. در این فیلم بازیگرانی همچون شارون استون، تامی فلاناگان، جیسون لوئیس، دوریان براون، تام ویلیامسون و کریستینا مور ایفای نقش کرده‌اند.